# Leptogorgia rubroflavescens
Leptogorgia rubroflavescens är en korallart som beskrevs av Stiasny 1939. Leptogorgia rubroflavescens ingår i släktet Leptogorgia och familjen Gorgoniidae. Inga underarter finns listade i Catalogue of Life.